# Opération Astute

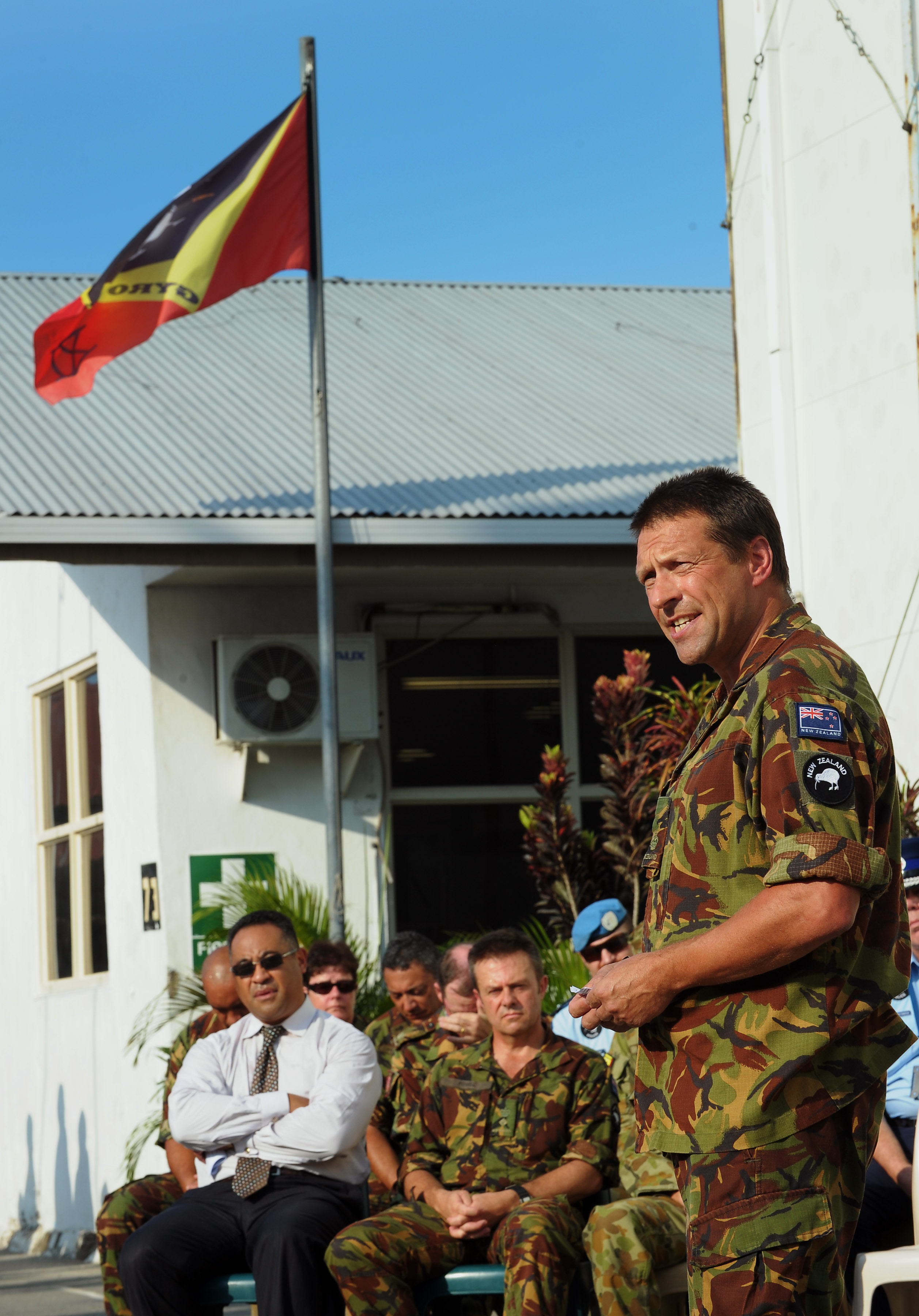
Soldat néo-zélandais à Dili

L'opération Astute est une opération militaire autorisée par les Nations unies et dirigée par l'Australie. Elle s'est traduite par le déploiement de troupes au Timor oriental pour réprimer les troubles et assurer la stabilité politique du pays issu de la crise timoraise de 2006. Sous le commandement du général de brigade Michael Slater et dirigée par le général de brigade John Hutcheson, elle a commencé le 25 mai 2006 et est encore en cours à la fin de 2008. En plus des forces militaires australiennes, l'opération Astute utilise des militaires venant de Malaisie, de Nouvelle-Zélande et du Portugal, ancienne puissance coloniale du Timor. Des troupes loyales au gouvernement timorais participent aussi à l'opération.

## Tâches
Les tâches immédiates de l'opération étaient les suivantes : 
- Permettre l'évacuation des étrangers.
- Rétablir la sécurité en limitant les conflits dans les zones sécurisées.
- Évaluer et localiser les armes détenues par les groupes en conflit.
- Mettre en place un environnement sûr pour le dialogue permettant de résoudre la crise.

## Déploiement
Un déploiement avancé d'environ 200 hommes, dont une compagnie de commandos du 4e bataillon du Royal Australian Regiment, a assuré la sécurité d'un point d'arrivée pour les troupes à venir sur l'aéroport de Dili. 
Le déploiement complet australien comprenait environ 1 800 personnes fournies par le 3e Bataillon du Royal Australian Regiment, et d'autres unités venant d'Australie et de Nouvelle-Zélande. Les évacuations ont été effectuées par des C-130 Hercules de la Royal Australian Air Force, en utilisant la base aérienne de Darwin comme base d'opérations avancée. 
Les forces maritimes comprenaient la frégate lance-missiles Adelaide, le ravitailleur Success et le navire-hôpital Kanimbla. Les navires de débarquement Tobruk et Manoora ont également été envoyés au Timor oriental par la suite. 
À l'heure actuelle, l'opération Astute est placée sous l'autorité de l'Office des Nations unies au Timor oriental (United Nations Office in Timor Leste (UNOTIL)), dont le mandat a été créé par la résolution 1599 du 20 mai 2006 du Conseil de sécurité des Nations unies qui a été prorogé par résolution 1677 du 20 juin 2006. Les troupes de l'ancienne Force internationale pour le Timor Oriental originaires pour la plupart de Malaisie, de Nouvelle-Zélande et du Portugal ont renforcé les forces australiennes. 
Avant l'envoi de troupes, chaque gouvernement participant avait négocié un accord avec le gouvernement du Timor oriental.